# Ка Стоко (Венеција)
Ка Стоко (итал. Ca' Stocco) је насеље у Италији у округу Венеција, региону Венето.
Према процени из 2011. у насељу је живело 203 становника. Насеље се налази на надморској висини од 0 м.